# Jana Zinkewycz
Jana Wadymiwna Zinkewycz, ukr. Яна Вадимівна Зінкевич (ur. 2 lipca 1995 w Równem) – ukraińska sanitariuszka. Szefowa Oddziału Medycznego i Rehabilitacji Bojowników Ukraińskiej Ochotniczej Armii (do 2016 roku Ukraińskiego Ochotniczego Korpusu „Prawy Sektor”) podczas wojny we wschodniej Ukrainie. Dowódca Batalionu Medycznego „Szpitalnicy”. Posłanka z ramienia Europejskiej Solidarności.
W aktywnej fazie ATO, począwszy od 2014 roku, osobiście wyciągnęła i uratowała ponad dwustu rannych ukraińskich żołnierzy z linii frontu. Stworzyła i przez długi czas kierowała batalionem medycznym „Szpitalnicy”, który od momentu powstania uratował z frontu ponad 2500 rannych ukraińskich żołnierzy i cywilów.
Po wypadku w grudniu 2015 roku, przeszła operację i szereg rehabilitacji od tego czasu porusza się na wózku inwalidzkim.

## Życiorys
Urodziła się 2 lipca 1995 w mieście Równe na Ukrainie. Przed wojną przygotowywała się do wstąpienia na uniwersytet medyczny. W 2017 roku Jana Zinkewycz wstąpiła do Dnipropetrovsk State Medical Academy.

## Polityka
W wyborach parlamentarnych w lipcu 2019 roku Jana została wybrana na posła z ramienia Europejskiej Solidarności. W sierpniu okazało się, że Zinkewycz stanie na czele nowo utworzonej komisji ds. kombatanckich w Radzie Najwyższej. Została także wybrana na sekretarza komisji ds. zdrowia narodowego, opieki medycznej i ubezpieczeń zdrowotnych w Radzie Najwyższej Ukrainy IX kadencji (od 29 sierpnia 2019 roku). Przewodnicząca podkomisji medycyny wojskowej.
W 2020 roku dołączyła do Międzyfrakcyjnego Stowarzyszenia „Humane Country”, utworzonego z inicjatywy UAnimals w celu popularyzacji wartości humanistycznych i ochrony zwierząt przed okrucieństwem.
W sierpniu 2020 zajęła drugie miejsce na liście najpopularniejszych posłów ludowych Równego na portalach społecznościowych.

## Wypadek drogowy ze „Szpitalnikami”
W dniu 5 grudnia 2015 roku około godziny 04:00 na autostradzie Dniepr-Donieck samochód batalionu sanitarnego „Szpitalnicy” z Janą Zinkewycz na miejscu pasażera i Maksymem Korablowem („Strilkiem”) za kierownicą z powodu niezadowalającego stanu samochodu w szczególności opon wypadł z drogi, w wyniku czego przewrócił się ponad 7 razy. Podczas wypadku Zinkewycz doznała całkowitego złamania kręgosłupa, paraplegii, złamania połowy żeber i obojczyka, uszkodzenia narządów wewnętrznych, krwiaka odmy opłucnowej, stłuczenia serca i płuc, ale po kilkumiesięcznym pobycie w szpitalu udało jej się przeżyć. W wyniku wypadku drogowego jest inwalidą do końca życia i porusza się na wózku inwalidzkim. Maksym Korablow nie odniósł obrażeń zagrażających życiu.

## Odznaczenia
- Order „Za Zasługi” 3 stopnia (1 grudnia 2015) – „za znaczący osobisty wkład w rozwój państwowości, rozwój społeczno-gospodarczy, naukowo-techniczny, kulturalny i oświatowy państwa ukraińskiego, znaczący dorobek pracowniczy, wieloletnią sumienną pracę”[11]
- Medal „Za uratowanie życia” (16 marca 2016) – „za bohaterskie czyny, czyny, dzięki którym uratowano życie człowieka”. Na Uniwersytecie Medycznym w Tarnopolu odbyła się pierwsza publiczna ceremonia wręczenia odznaczeń honorowych. Ze względu na pobyt na rehabilitacji Jana nie pojawiła się na uroczytości[12].

## Życie prywatne
W grudniu 2015 roku Jana Zinkewycz i Maksym Korablow (zastępca Jany) uczestniczyli w wypadku samochodowym w pobliżu Dniepru. Samochód wypadł z drogi na śliskim asfalcie i kilkakrotnie dachował. Zinkewycz wypadła z samochodu i doznała urazu kręgosłupa. Po leczeniu i rehabilitacji porusza się na wózku inwalidzkim.
Później Maksym Korablow poprosił ją o rękę na żywo na kanale 1+1. Na początku maja 2016 roku Jana ogłosiła ciążę, była w czwartym miesiącu.
Dnia 27 maja 2016 roku Jana poślubiła 27-letniego Maksyma Korablowa. Ceremonia ślubna odbyła się w Parku Woroncowa nad Dnieprem. Jana postanowiła zachować swoje nazwisko.
Dnia 31 października 2016 roku Jana urodziła córkę Bohdanę. Zinkewycz samotnie wychowuje córkę. W listopadzie 2016 roku, kilka dni po urodzeniu dziecka (niecałe pół roku po ślubie), mąż Jany, Maksym, opuścił rodzinę i zostawił Janę z noworodkiem.
W styczniu 2017 roku Zinkewycz otrzymała oficjalny rozwód.